# Giuseppe Rondoni
Giuseppe Rondoni (* 17. November 1853 in San Miniato; † 16. November 1919 ebenda) war ein italienischer Historiker. Er verfasst Beiträge zur Geschichte von San Miniato.

## Biografie
Rondoni schloss im Jahr 1877 sein Studium an der Philosophischen Fakultät am Istituto di Studi superiore in Florenz ab. Nach seinem Abschluss unterrichtete er ein Jahr Philosophie am Gymnasium in Velletri und kehrte danach wieder an das Institut zurück und schloss im Jahr 1880 sein Studium in Literatur ab. In den ersten sieben Jahren unterrichtete er klassische Literatur am Gymnasium in Siena und Geschichte und Geographie im Gymnasium von Prato und Siena. 1887 bewarb er sich für einen Lehrstuhl für Geschichte und Geographie am Gymnasium Dante von Florenz und hatte ihn bis zum Ende einer Karriere inne.
Rondini war Präsident der Accademia degli Euteleti.
Im Jahr 1907 ernannte ihn die R. Deputazione Toscana di Storia Patria zum ordentlichen Mitglied. Im Dezember 1917 lud die Historische Gesellschaft von Valdelsa Giuseppe Rondoni ein, die Leitung der Zeitschrift zu übernehmen.
In mehreren Werken beschäftigte er sich mit der Geschichte von S. Miniato al Tedesco, seiner Geburtsstadt, besonders mit der Zeit, in der die deutschen Kaiser San Miniato zum Verwaltungszentrum der Toskana machten. In weiteren Studien beschäftigte er sich Intensiv mit der Geschichte von Siena und Florenz.
Sein Sohn Pietro (1882–1956) war Pathologe und Krebsforscher.

## Werke
- Giuseppe Rondoni: Tradizioni Popolari E Leggende Di Un Comune Medioevale: E del Suo Contado: Siena E L'Antico Contado Senese. 2012, ISBN 978-1-286-76871-6 (italienisch, Nachdruck).
- Giusepope Rondoni: Archivio Comunale di S. Miniato al Tedesco. Deliberazioni municipali relative al Risorgimento Nazionale. Hrsg.: Società Nazionale per la Storia del Risorgimento Italiano (= Il Risorgimento Italiano. Band V). Fratelli Bocca Editore, Mailand, Turin, Rom 1912, S. 586–595 (italienisch, blogspot.com).
- Giuseppe Rondoni: La Rocca di S. Miniato al Tedesco e la Morte di Pier della Vigna. In: Rivista Storica Italiana. Band V, 1888, S. 38–46 (italienisch, blogspot.com).
- Giuseppe Rondoni: Un piccolo ed importante comune medievale toscano. S. Miniato al Tedesco. In: Atti del Congresso Internazionale di Scienze Storiche (Roma, 1-9 aprile 1903). Band III (italienisch, Atti della Sezione II: Storia Medievale e Moderna – Metodica – Scienze Storiche Ausiliarie, Accademia dei Lincei, Roma, 1906, pp. 529–531).
- Giuseppe Rondoni: Il Franco ed esperto cavaliere Messer Barone dei Mangiadori. In: Archivio Storico Italiano, Serie IV. Nr. 10, 1882, S. 350–361. (italienisch, blogspot.com).